# Николо Дзаниоло
Николо Дзаниоло (на италиански: Nicolò Zaniolo) е италиански футболист, полузащитник, който играе за Галатасарай.

## Кариера

### Ранна
Дзаниоло израства в школата на Фиорентина. През средата на 2016 г. е освободен от Фиорентина и впоследствие се присъединява към Виртус Ентела. След няколко месеца игра за примавера отбора на Ентела, Дзаниоло прави своя професионален дебют в Серия Б на 11 март 2017 г., на 17 години, при победата с 3:2 срещу Беневенто. Общо има 7 мача за „бианкочелести“ през сезон 2016/17.

### Интер
На 5 юли 2017 г. Интер Милано обявява, че е закупил Дзаниоло за 1,8 милиона евро плюс 1,7 милиона бонуси. На 9 юли 2017 г. Дзаниоло играе за Интер в приятелска среща. Въпреки това, той няма мачове за първия отбор на Интер. През сезон 2017/18 той играе за примаверата на „нерадзурите“, ставайки голмайстор на отбора с 13 гола и печели италианския шампионат до 19 г.

### Рома
През юни 2018 г. се съобщава, че Дзаниоло и Давиде Сантон преминават в Рома като част от сделка, в която Раджа Наинголан ще премине в Интер. Дзаниоло преминава медицински на 25 юни и подписва петгодишен договор с клуба, срещу 4,5 милиона евро плюс 15% от следващ трансфер. На 19 септември той прави своя дебют за Рома в Шампионската лига при загубата с 0:3 от Реал Мадрид на Естадио Сантяго Бернабеу. Дебютира в Серия А на 26 септември 2018 г., на 19-годишна възраст, в домакинската победа с 4:0 срещу Фрозиноне. Първият му гол е отбелязан срещу Сасуоло на 26 декември 2018 г.

## Национален отбор
С Италия до 19 г., Дзаниоло взима участие в европейското първенство за юноши до 19 г. през 2018 г., достигайки до финала на турнира, който Италия губи 3:4 след продължения срещу Португалия.
На 1 септември 2018 г. той получава първата си повиквателна за мъжкия отбор на Италия от новия треньор Роберто Манчини, все още без да е записал и минута в Серия А - за мачовете от Лига на нациите срещу Полша и Португалия, по-късно същия месец.
Той дебютира с отбора на Италия до 21 г. на 11 октомври 2018 г. в приятелски мач, загубен с 0:1 срещу Белгия.

## Личен живот
Николо е син на Игор Дзаниоло, бивш професионален футболист, който е играл предимно в Серия Б и Серия Ц.

## Отличия

### Отборни
Галатасарай
- Турска суперлига: 2022/23

Рома
- Лига на конференциите: 2021/22